# ニジェールの大統領
ニジェールの大統領（ニジェールのだいとうりょう、フランス語: Présidents de la République du Niger）は、ニジェール共和国の国家元首たる大統領である。

## 概要
軍事政権の時代が長く、大統領ではなく軍事政権のトップが国家元首となる場合も多い。

## 選出
国民の直接選挙により選出され、任期は5年。3選は禁止されている。

## 権限
1999年制定の現行憲法は半大統領制を採用しており、行政権は大統領と首相によって分割されている。大統領は首相および閣僚の任免、国軍の最高指揮権、非常事態宣言の発令権を持ち、首相との協議の上で憲法裁判所および最高裁判所長官を任命することもできる。国際条約を批准する権限も持つが、防衛協定や平和条約、および国際機関と関係する協定が、国内法の改定や財政上の責務を負うものである場合は、司法判断に基づき批准される。
2009年に採択され2012年に施行される予定だった新憲法では、半大統領制から完全な大統領制へと移行し、上記の大統領権限が強化されるはずであった。しかし2010年の軍事クーデターで政権を掌握した軍事政権により半大統領制を維持する憲法案が改めて採択され、2010年11月の国民投票で可決された。

## 元首の一覧
| 代   | 大統領                                               | 大統領                         | 所属政党                                      | 期                              | 在任期間                        | 在任期間                    | 備考                                     |
| ---- | ---------------------------------------------------- | ------------------------------ | --------------------------------------------- | ------------------------------- | ------------------------------- | --------------------------- | ---------------------------------------- |
| 01   | アマニ・ディオリ Hamani Diori                        |                                | ニジェール進歩党・ アフリカ民主連合 (PPN-RDA) | 1                               | 1960年11月10日 - 1965年9月30日  | 4年 + 324日                 |                                          |
| 01   | アマニ・ディオリ Hamani Diori                        | 2                              | ニジェール進歩党・ アフリカ民主連合 (PPN-RDA) | 1965年9月30日 - 1970年10月1日   |                                 | 4年 + 324日                 |                                          |
| 01   | アマニ・ディオリ Hamani Diori                        | 3                              | ニジェール進歩党・ アフリカ民主連合 (PPN-RDA) | 1970年10月1日 - 1974年4月15日   | 任期満了前に辞任                | 4年 + 324日                 |                                          |
| 02   | セイニ・クンチェ Seyni Kountché                      |                                | 無所属（軍人）                                | -                               | 1974年4月17日 - 1987年11月10日  | 13年 + 207日                | 元首 （最高軍事評議会議長） 在任中に死去 |
| 03   | アリー・セブ Ali Saïbou                              |                                | 無所属（軍人）                                | -                               | 1987年11月10日 - 1989年5月17日  | 1年 + 188日                 | 元首 （最高軍事評議会議長）              |
| 03   | アリー・セブ Ali Saïbou                              | -                              | 無所属（軍人）                                | 1989年5月17日 - 1989年12月20日  | 217日                           | 元首 （最高統治評議会議長） |                                          |
| (3)  | アリー・セブ Ali Saïbou                              | 社会発展国民運動 (MNSD)        | 4                                             | 1989年12月20日 - 1993年4月16日  | 3年 + 117日 （計5年 + 157日）   |                             |                                          |
| 04   | マハマヌ・ウスマン Mahamane Ousmane                  |                                | 民主社会会議 (CDS)                            | 5                               | 1993年4月16日 - 1996年1月27日   | 2年 + 286日                 | 任期満了前に辞任                         |
| 05   | イブライム・バレ・マイナサラ Ibrahim Baré Maïnassara |                                | 無所属（軍人）                                | -                               | 1996年1月27日 - 1996年8月7日    | 193日                       | 元首 （救国委員会委員長）                |
| (5)  | イブライム・バレ・マイナサラ Ibrahim Baré Maïnassara | 独立民主復興国民連合 （UNIRD） | 6                                             | 1996年8月7日 - 1997年8月        | 2年 + 245日                     |                             |                                          |
| (5)  | イブライム・バレ・マイナサラ Ibrahim Baré Maïnassara | 民主進歩連合 （RDP）           | 6                                             | 1997年8月 - 1999年4月9日        | 2年 + 245日                     | 党名改称 在任中に死去       |                                          |
| 06   | ダオダ・マラム・ワンケ Daouda Malam Wanké            |                                | 無所属（軍人）                                | -                               | 1999年4月11日 - 1999年12月22日  | 255日                       | 元首 （国家和解評議会議長）              |
| 07   | タンジャ・ママドゥ Tandja Mamadou                    |                                | 社会発展国民運動 （MNSD）                     | 7                               | 1999年12月22日 - 2004年12月21日 | 10年 + 58日                 |                                          |
| 07   | タンジャ・ママドゥ Tandja Mamadou                    | 8                              | 社会発展国民運動 （MNSD）                     | 2004年12月21日 - 2009年12月22日 |                                 | 10年 + 58日                 |                                          |
| 07   | タンジャ・ママドゥ Tandja Mamadou                    | -                              | 社会発展国民運動 （MNSD）                     | 2009年12月22日 - 2010年2月18日  | 任期延長 任期満了前に辞任       | 10年 + 58日                 |                                          |
| 08   | サル・ジボ Salou Djibo                               |                                | 無所属（軍人）                                | -                               | 2010年2月22日 - 2011年4月7日    | 1年 + 44日                  | 元首 （民主主義復興最高評議会議長）      |
| 09   | マハマドゥ・イスフ Mahamadou Issoufou                |                                | ニジェール民主社会主義党 （PDNS）             | 9                               | 2011年4月7日 - 2016年4月        | 9年 + 360日                 |                                          |
| 09   | マハマドゥ・イスフ Mahamadou Issoufou                | 10                             | ニジェール民主社会主義党 （PDNS）             | 2016年4月 - 2021年4月2日        |                                 | 9年 + 360日                 |                                          |
| 10   | モハメド・バズム Mohamed Bazoum                      |                                | ニジェール民主社会主義党 （PDNS）             | 11                              | 2021年4月2日 - 2023年7月26日    | 2年 + 115日                 | 軍部より身柄を拘束され解任               |
| 11   | アブドゥラハマネ・チアニ Abdourahamane Tchiani       |                                | 無所属（軍人）                                | -                               | 2023年7月28日 - 2025年3月26日   | 1年 + 241日                 | 暫定元首 （祖国防衛国民評議会議長）      |
| (11) | アブドゥラハマネ・チアニ Abdourahamane Tchiani       | 12                             | 無所属（軍人）                                | 2025年3月26日 -（現職）         | 78日                            | 移行政権大統領 任期5年      |                                          |